# Републикански път III-1302
Републикански път IIІ-1302 е третокласен път, част от Републиканската пътна мрежа на България, преминаващ изцяло по територията на Врачанска област, Община Криводол. Дължината му е 15 km.
Пътят се отклонява надясно при 16,9 km на Републикански път II-13 в центъра на град Криводол и се насочва на югозапад през Западния Предбалкан. След като излезе от града пресича река Ботуня (десен приток на Огоста), минава през село Големо Бабино и продължава нагоре по долината на реката. Минава последователно през селата Пудрия и Краводер, пресича Републикански път I-1 при неговия 126,3 km, преминава и през село Главаци и южно от него се свързва с Републикански път III-162 при неговия 36,5 km.
| Пътища, отклоняващи се надясно (населено място, № на пътя, посока на пътя) | km   | Пътища, отклоняващи се наляво (посока на пътя, № на пътя, населено място) |
| -------------------------------------------------------------------------- | ---- | ------------------------------------------------------------------------- |
| Община Криводол, II-13, 16,9 km, гр. Криводол →                            | 0,0  | → гр. Криводол, 16,9 km, II-13, Община Криводол                           |
| с. Големо Бабино                                                           | 5,3  | с. Големо Бабино                                                          |
| с. Пудрия                                                                  | 8,5  | с. Пудрия                                                                 |
| с. Краводер                                                                | 10,7 | с. Краводер                                                               |
| (от ГКПП Видин - Калафат) I-1, 126,3 km →                                  | 11,9 | → 126,3 km, I-1 (до ГКПП Кулата - Промахон)                               |
| (за с. Ботуня) общински път ←                                              | 13,2 |                                                                           |
| с. Главаци                                                                 | 13,8 | с. Главаци                                                                |
| (от с. Гара Лакатник) III-162, 36,5 km →                                   | 15,0 | → 36,5 km, III-162 (до 131,2 km на I-1)                                   |